# Cratere Sefadu
Sefadu  è un cratere sulla superficie di Marte.